# Basagain
El poblado de Basagain  es un yacimiento arqueológico ubicado en la localidad guipuzcoana de Anoeta en el País Vasco en España. Se trata de un poblado fortificado  de la Edad del Hierro que tiene la categoría de "Conjunto monumental".

El yacimiento fue descubierto en el año 1989 y se comenzó a excavar en 1993 por los arqueólogos Xabier Peñalver y Eloísa Uribarri de la Sociedad de Ciencias Aranzadi. Tras varios hallazgos de interés, en el año 2018 se encontró una laja con  un conjunto de líneas rectas que conforman una trama urbana considerada como "el primer plano urbano de la Prehistoria en Euskal Herria".

## Descripción
El poblado fortificado de Basagain se ubica en la colina del mismo nombre que se eleva 295 metros sobre el nivel del mar situada en el valle del río Oria. Tiene una extensión de  2,8 hectáreas cuyo perímetro está fortificado mediante un muro defensivo. En el interior se han hallado restos de viviendas construidas de madera y barro, herramientas y aperos hechos con hierro (se encontró un horno bajo de fundición de hierro datado entre los siglos II y IV antes de Cristo.) así como evidencias del manejo de  la agricultura, ganadería y comercio.
Entre los hallazgos destacan los realizados en el año 2018 en que se encontraron decenas de fragmentos de lajas con incisiones rectilíneas variadas. Encontraron una serie de estelas decoradas, localizadas de forma prácticamente alineada en lo que pudiera corresponder con una entrada al recinto fortificado. Algunos de los trazos fueron realizados a mano alzada mientras que para otros se utilizó algún tipo de soporte guía a modo de regla. Las estelas apuntan a una notable complejidad mental de sus autores y no tienen finalidad conocida. Una de ellas, una laja de piedra arenisca triásica de 36,5 por 29,5 centímetros con un grosor de entre 3,5 y cuatro centímetros, está grabada en una de sus caras con líneas paralelas realizadas en el sentido longitudinal de la pieza. A los lados de estas líneas hay  bandas rectangulares separadas entre sí en ocasiones por franjas. Estas bandas están muy definidas y ocupadas por grabados transversales rectilíneos en distintos sentidos y algunos de los espacios están marcados con un grabado en forma de "X". La hipótesis que plantean los arqueólogos que realizan el estudio del campo es que se trate de 

una planta de una parte del poblado de Basagain, definiendo un eje o calle central transversalmente y a ambos lados lo que pudieran ser viviendas claramente diferenciadas entre sí.

 Los trazos guardan similitud con las estructuras urbanas de otros poblados similares como de La Hoya en Laguardia (Álava)  o el del  Alto de la Cruz de Cortes en Navarra. Otra hipótesis es que 

se trata de una representación de parcelas diferenciadas en las que se hayan reflejado mediante marcas distintas, propiedades, tipos de cultivos u otros aspectos. .../... De ser una representación de algún aspecto del poblado estaríamos ante un caso único hasta la fecha para este período.